# Dory Funk, Jr.
Pour les articles homonymes, voir Funk (homonymie).
Dorrance Funk Jr (né le 3 février 1941 à Amarillo) est un catcheur (lutteur professionnel) et un entraîneur de catch américain.
Il est le fils du catcheur Dory Funk, Sr. (en) et le frère de Terry Funk. Il devient catcheur comme son frère après avoir été joueur de football américain à l'université d'Etat de l'Ouest du Texas (en).
Il a été introduit au WWE Hall of Fame en 2009.

## Jeunesse
Funk, Jr. est le fils de Dory (en) et Dorothy Funk et a un frère cadet, Terry. Il fait de la lutte et du football américain au lycée.

## Palmarès
- All Japan Pro Wrestling

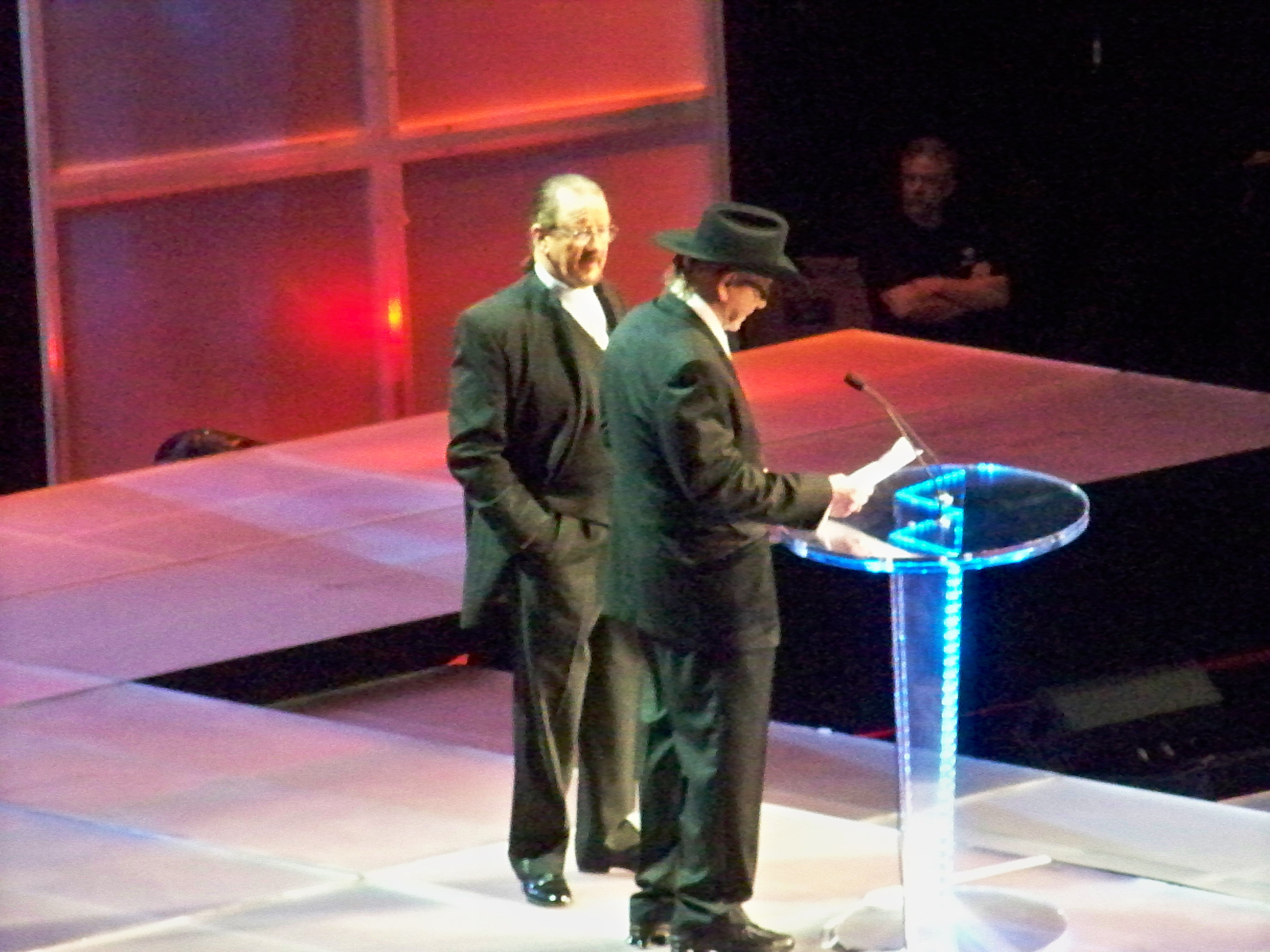
Dory et Terry Funk au WWE Hall of Fame en 2009.

  - NWA International Heavyweight Championship (2 fois)
  - World's Strongest Tag Team League (1977, 1979, 1982) avec Terry Funk

- Membre du Cauliflower Alley Club (1998)

- Championship Wrestling from Florida
  - NWA Florida Heavyweight Championship (4 fois)[4]
  - NWA Florida Tag Team Championship (1 fois) avec Terry Funk
  - NWA Florida Television Championship (2 fois)
  - NWA International Heavyweight Championship (1 fois)
  - NWA North American Tag Team Championship (Florida version) (2 fois) avec Terry Funk (1) et David Von Erich (1)
  - NWA World Heavyweight Championship (1 fois)

- Continental Wrestling Association
  - CWA World Heavyweight Championship (1 fois)[5]

- Georgia Championship Wrestling
  - NWA Georgia Tag Team Championship (1 fois) avec Terry Funk[6]

- Mid-Atlantic Championship Wrestling
  - NWA Mid-Atlantic Heavyweight Championship (2 fois)

- National Wrestling Alliance
  - Membre du NWA Hall of Fame (2006)

- NWA Hollywood Wrestling
  - NWA Americas Heavyweight Championship (1 fois)
  - NWA International Tag Team Championship (3 fois) avec Terry Funk
  - NWA World Tag Team Championship (Los Angeles Version) (1 fois) avec Terry Funk

- NWA Western States Sports
  - NWA Brass Knuckles Championship (Amarillo version) (2 fois)
  - NWA International Tag Team Championship (2 fois) avec Terry Funk
  - NWA North American Heavyweight Championship (Amarillo version) (1 fois)
  - NWA Western States Tag Team Championship (6 fois) avec Ricky Romero (2), The Super Destroyer (2), Ray Candy (1) et Larry Lane (1)
  - NWA World Tag Team Championship (Texas version) (2 fois) avec Terry Funk

- New England Wrestling Alliance
  - NEWA North American Heavyweight Championship (1 fois)

- Pro Wrestling Illustrated
  - Match de l'année vs. Harley Race le 24 mai 1973[7]
  - Match de l'année vs. Jack Brisco le 27 janvier 1974[7]

- Membre du Professional Wrestling Hall of Fame and Museum (2005)

- Southwest Championship Wrestling
  - SCW World Tag Team Championship (1 fois) avec Terry Funk

- St. Louis Wrestling Club
  - NWA Missouri Heavyweight Championship (1 fois)

- Stampede Wrestling
  - Stampede International Tag Team Championship (1 fois) avec Larry Lane
  - Membre du Stampede Wrestling Hall of Fame

- World Wrestling Council
  - WWC Puerto Rico Heavyweight Championship (1 fois)
  - WWC Universal Heavyweight Championship (1 fois)[8]
  - WWC World Tag Team Championship (1 fois) avec Terry Funk[9]

- World Wrestling Entertainment
  - Membre du WWE Hall of Fame (2009)[10]

- Wrestling Observer Newsletter
  - Membre du Wrestling Observer Hall of Fame (1996)

- Autres titres
  - New York Heavyweight Championship (1 fois)